# 四鄉站
- 關於曾經同名的近鐵八王子線車站，請見「伊勢八王子站」。
- 關於位於長野縣的四鄉站，請見「四鄉站 (長野縣)」。

四鄉站（日语：／ Shigō eki */?）是位於愛知縣豐田市四鄉町，屬於愛知環狀鐵道的愛知環狀鐵道線車站。

## 歷史
在計劃建設此站時的臨時站名為猿投町站。
- 1988年（昭和63年）1月31日 - 東海旅客鐵道（JR東海）岡多線由愛知環狀鐵道繼承，同日此站啟用。
- 2005年（平成17年）5月19日 - 此站成為有人車站[2]。
- 2006年（平成18年）3月20日 - 設置自動售票機。開始販賣車票[2]。
- 2015年（平成27年）1月31日 - 上行線安全側線廢止[2]。
- 2019年（平成31年）3月2日 - 此站開始可以使用IC卡「TOICA」[3]。

## 車站構造

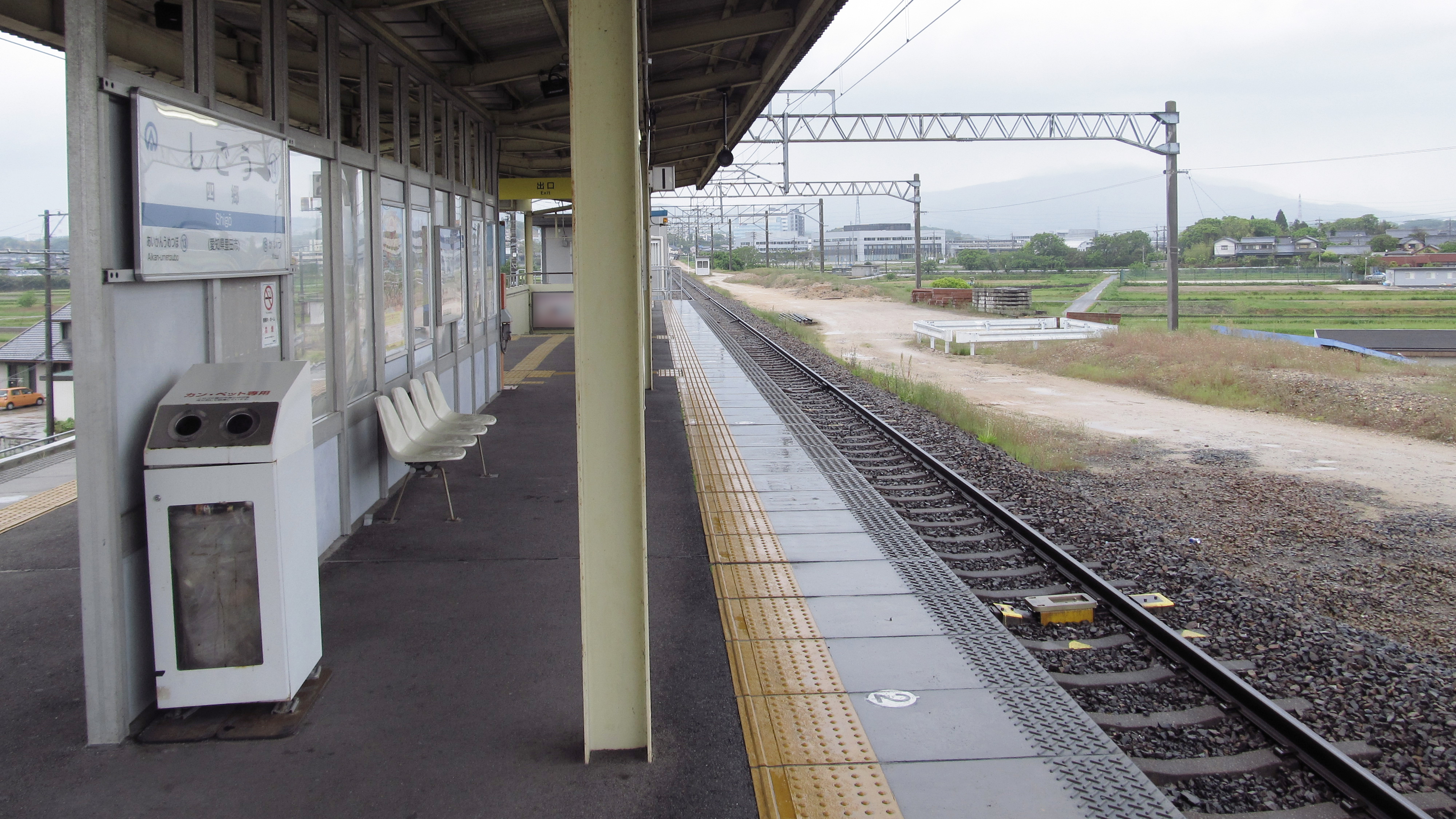
月台（2015年5月）
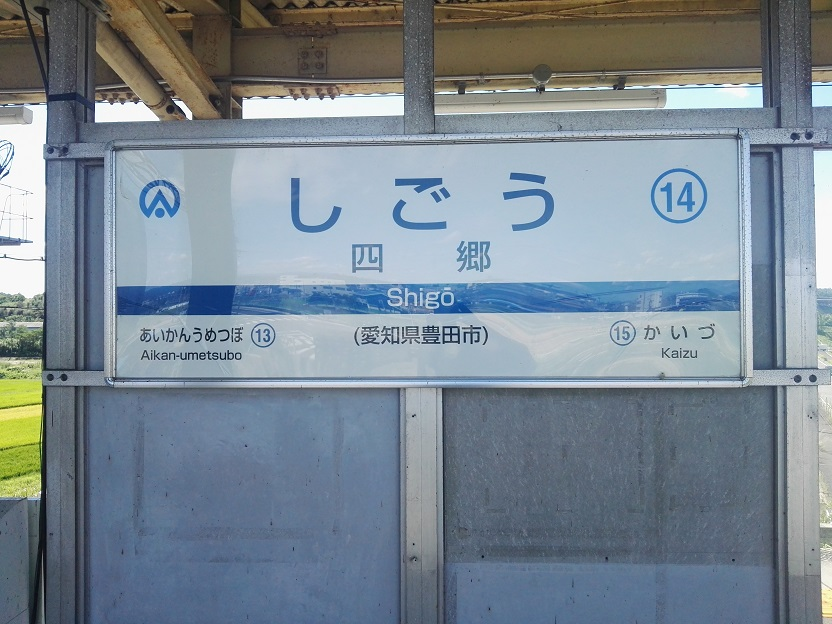
站名牌（2019年9月）
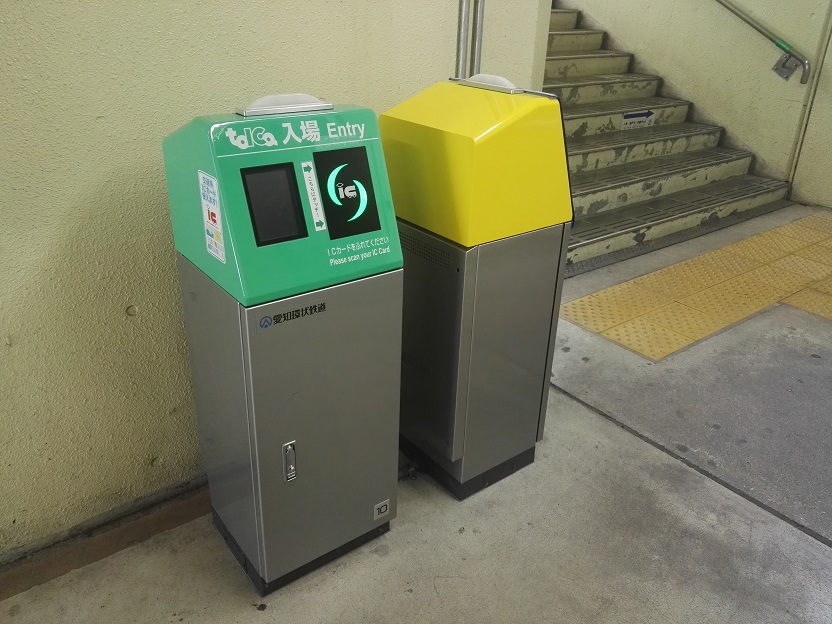
簡易TOICA閘機（2019年9月）

此站是高架車站，設有1面2線的島式月台。此站已經預留土地容納2面4線的月台。現時部分用地為側線和物資設置地方。而預留用地設有車道（斜道）連接高架下的車道，往新豐田一方則設有車廠。站前設有停車場與巴士站（豐田Oiden巴士猿投、足助線）。

### 月台
| 月台 | 路線            | 上下行 | 方向             |
| ---- | --------------- | ------ | ---------------- |
| 1    | ■愛知環狀鐵道線 | 上行   | 新豐田、岡崎方向 |
| 2    | ■愛知環狀鐵道線 | 下行   | 八草、高藏寺方向 |

### 貨物站（計劃中止）
在國鐵時代有一個建設「猿投貨物基地」的計劃，雖然已經取得用地，但是後來計劃中止。後來用地賣經豐田市土地開發公社，收益變為愛知環狀鐵道線的建設費。

## 使用狀況
根據「豐田市統計書」和「移動等圓滑化取組報告書」，以下為1日平均使用人次列表。
- 2003年度：1,010人
- 2004年度：1,159人
- 2005年度：1,983人（愛知萬博舉行當年）
- 2006年度：1,204人
- 2007年度：1,205人
- 2008年度：1,324人
- 2009年度：1,260人
- 2010年度：1,204人
- 2011年度：1,180人
- 2012年度：1,237人
- 2013年度：1,284人
- 2014年度：1,242人
- 2015年度：1,300人
- 2016年度：1,333人
- 2017年度：1,390人
- 2018年度：1,394人
- 2019年度：1,454人
- 2020年度：1,193人

## 車站周邊
- 豐田市北消防署（日语：豊田市消防本部#消防署）
- 豐田北郵局（日语：豊田北郵便局）
- 愛知縣立猿投農林高等學校（日语：愛知県立猿投農林高等学校）
- 齋藤醫院
- 國道419號（日语：国道419号）（豐田南北線）
- 愛知縣道58號名古屋豐田線（日语：愛知県道58号名古屋豊田線）（飯田街道）
- JA愛知豐田（日语：あいち豊田農業協同組合）猿投營農中心
- JA愛知豐田（日语：あいち豊田農業協同組合）猿投選果場（直銷處）
- 花本產業團地
- 猿投社區中心
- 四鄉Smart Town

## 巴士路線
愛環四鄉站
- 豐田Oiden巴士（日语：とよたおいでんバス）：猿投、足助線

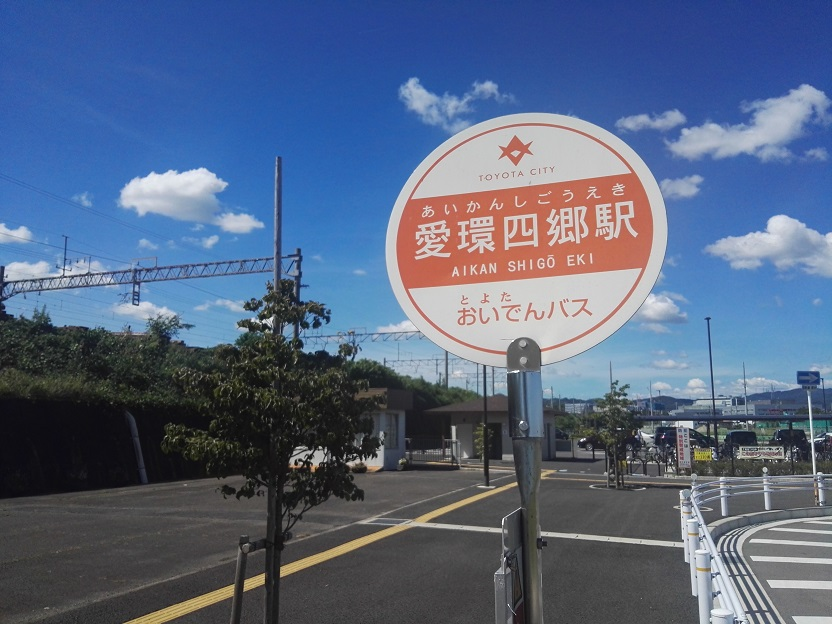
愛環四鄉站巴士站

## 相鄰車站
愛知環狀鐵道
愛知環狀鐵道線
愛環梅坪（13）－四鄉（14）－貝津（15）

## 注腳
1. ↑  《愛知環状鉄道の30年》114頁，愛知環狀鐵道，2019年
2. 1 2 3  《愛知環状鉄道の30年》年表，愛知環狀鐵道株式會社，2019年
3. ↑   (PDF) (新闻稿). 愛知環状鉄道. 2018-12-12  [2020-11-08]. （原始内容 (PDF)存档于2019-06-02） （日语）.
4. 1 2  《岡多線・瀬戸線工事誌（岡崎・高蔵寺間）》131-132頁 - 日本鐵道建設公團名古屋分社，1988年
5. ↑  オープンデータ　データ提供　豊田市統計書 （页面存档备份，存于）（日語） - 豐田市
6. ↑  移動等円滑化取組計画書・報告書 （页面存档备份，存于）（日語） - 愛知環狀鐵道

## 外部連結
- 四鄉站資訊 （页面存档备份，存于）（日語） - 愛知環狀鐵道